# Sport walki
Sporty walki – ogólne określenie sportowych wersji technik walki, w odróżnieniu od sztuk walki − które są nieusportowionymi systemami samoobrony, niekiedy połączonymi z dążeniem do psychofizycznego samodoskonalenia. Niektóre sztuki walki zostały przystosowane do celów rywalizacji sportowej i są uznawane również za sporty walki (np. judo czy savate).

## Sporty walki na igrzyskach olimpijskich
Sporty walki były obecne już w programie starożytnych igrzysk olimpijskich. Zawodnicy rywalizowali w boksie, zapasach i pankrationie.
Szereg sportów walki znalazło się również wśród dyscyplin nowożytnych letnich igrzysk olimpijskich. Zawody w zapasach i szermierce obecne są w programie olimpijskim od pierwszych igrzysk w Atenach w 1896 roku. Od 1904 roku o medale olimpijskie walczą również bokserzy, a od 1964 roku judocy. Najmłodszym olimpijskim sportem walki jest taekwondo, które zadebiutowało podczas igrzysk w Sydney w 2000 roku (w Seulu w 1988 roku jako dyscyplina pokazowa).

## Niektóre sporty walki i ich klasyfikacja
- oparte na uderzeniach:
  - boks
  - boks birmański (lethwei)
  - boks francuski (savate)
  - boks tajski (muay thai)
  - karate
  - kick-boxing
  - sanshou (sanda)
  - taekwondo
- oparte na chwytach:
  - brazylijskie jiu-jitsu
  - judo
  - Koluchstyl
  - sambo
  - sumo
  - zapasy i pokrewne
    - luta livre
    - ssirum
    - submission fighting

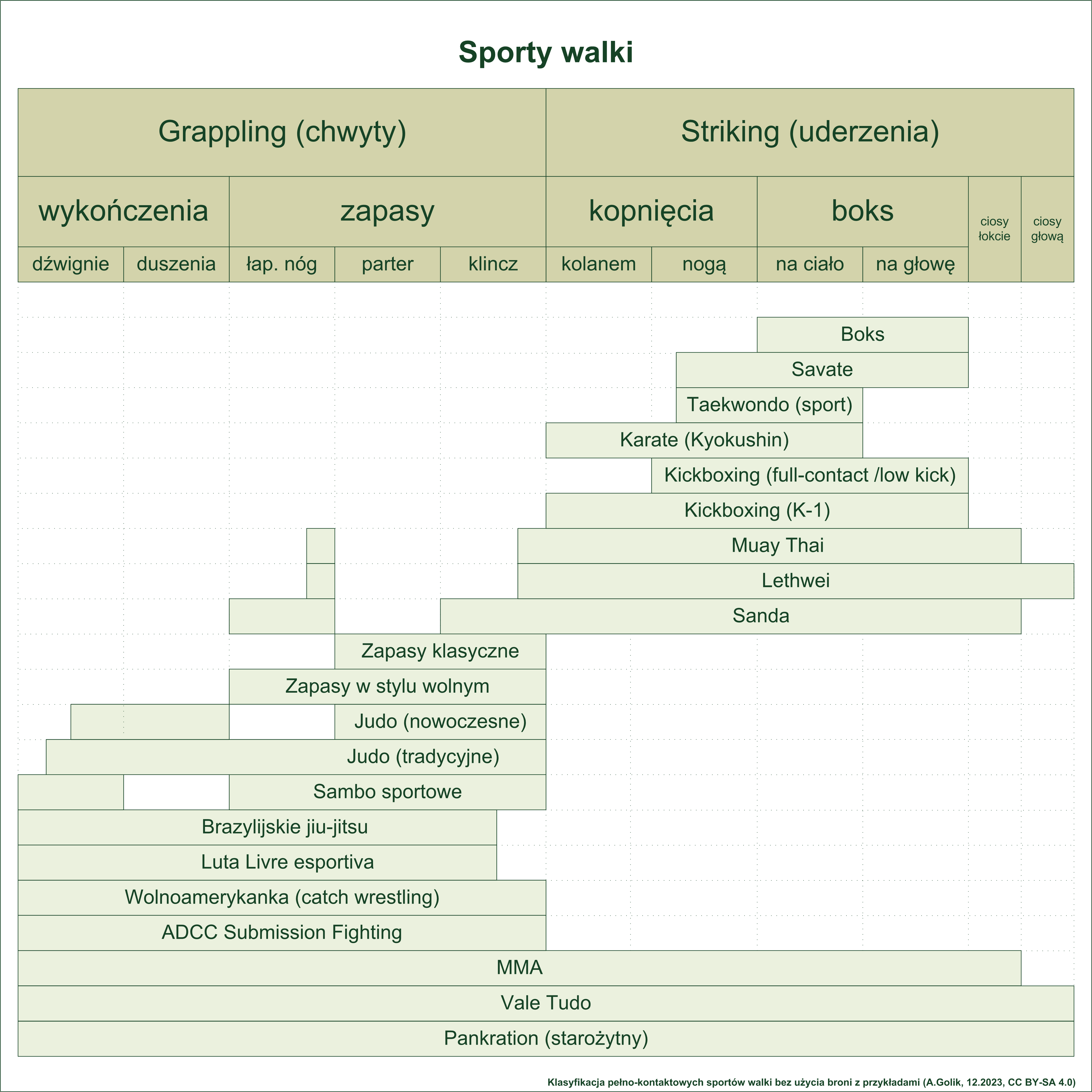
Klasyfikacja sportów walki

    - wolnoamerykanka (catch wrestling)
- oparte na chwytach i uderzeniach (wszechstylowe):
  - sportowe ju-jitsu
  - mieszane sztuki walki (MMA)
  - pankration
  - shoot boxing
- oparte na walce z bronią:
  - kendo
  - szermierka